# Unione Sportiva Catanzaro 1994-1995
Questa pagina raccoglie le informazioni riguardanti l'Unione Sportiva Catanzaro nelle competizioni ufficiali della stagione 1994-1995.

## Rosa
| N. |                   | Ruolo | Calciatore            |
| -- | ----------------- | ----- | --------------------- |
|    | Italia (bandiera) | D     | Umberto Brutto        |
|    | Italia (bandiera) | A     | Massimo Campo         |
|    | Italia (bandiera) | A     | Enrico Capuozzo       |
|    | Italia (bandiera) | C     | Domenico Dalmazio     |
|    | Italia (bandiera) | A     | Giuseppe Delle Donne  |
|    | Italia (bandiera) | P     | Leonardo Di Punzio    |
|    | Italia (bandiera) | D     | Fabio Di Sole         |
|    | Italia (bandiera) | C     | Massimiliano Esposito |
|    | Italia (bandiera) | C     | Domenico Galeano      |
|    | Italia (bandiera) | D     | Aldo Gardini          |
|    | Italia (bandiera) | D     | Fabio Germini         |
|    | Italia (bandiera) | C     | Domenico Giampà       |
|    | Italia (bandiera) |       | Gregorace             |
|    | Italia (bandiera) | C     | Pasquale Gullo        |
|    | Italia (bandiera) | A     | Lorenzo Intrieri      |

| N. |                   | Ruolo | Calciatore         |
| -- | ----------------- | ----- | ------------------ |
|    | Italia (bandiera) | C     | Carmine Leone      |
|    | Italia (bandiera) | C     | Marco Lo Pinto (I) |
|    | Italia (bandiera) | C     | Alessandro Mazzola |
|    | Italia (bandiera) |       | Montesanto         |
|    | Italia (bandiera) | C     | Fulvio Navone      |
|    | Italia (bandiera) | P     | Giuseppe Nioi      |
|    | Italia (bandiera) | D     | Gianluca Pacioni   |
|    | Italia (bandiera) | C     | Santo Parise       |
|    | Italia (bandiera) | D     | Riccardo Petrucci  |
|    | Italia (bandiera) | D     | Marco Pisano       |
|    | Italia (bandiera) | A     | Francesco Procopio |
|    | Italia (bandiera) | C     | Maurizio Promutico |
|    | Italia (bandiera) | D     | Massimo Savio      |
|    | Italia (bandiera) | D     | Umberto Scorrano   |
|    | Italia (bandiera) |       | Sestito            |

## Risultati

### Campionato

#### Girone di andata
| 4 settembre 1994 1ª giornata | Bisceglie | 1 – 1 | Catanzaro |  |

| 11 settembre 1994 2ª giornata | Catanzaro | 0 – 0 | Sporting Benevento |  |

| 18 settembre 1994 3ª giornata | Formia | 2 – 1 | Catanzaro |  |

| 25 settembre 1994 4ª giornata | Catanzaro | 1 – 1 | Albanova |  |

| 2 ottobre 1994 5ª giornata | Castrovillari | 1 – 1 | Catanzaro |  |

| 9 ottobre 1994 6ª giornata | Catanzaro | 2 – 0 | Vastese |  |

| 16 ottobre 1994 7ª giornata | Savoia | 2 – 1 | Catanzaro |  |

| 23 ottobre 1994 8ª giornata | Battipagliese | 0 – 1 | Catanzaro |  |

| 30 ottobre 1994 9ª giornata | Catanzaro | 1 – 1 | Matera |  |

| 6 novembre 1994 10ª giornata | Nocerina | 1 – 0 | Catanzaro |  |

| 13 novembre 1994 11ª giornata | Catanzaro | 1 – 0 | Astrea |  |

| 20 novembre 1994 12ª giornata | Trani | 0 – 1 | Catanzaro |  |

| 27 novembre 1994 13ª giornata | Catanzaro | 0 – 0 | Avezzano |  |

| 4 dicembre 1994 14ª giornata | Catanzaro | 2 – 2 | Fasano |  |

| 11 dicembre 1994 15ª giornata | Frosinone | 2 – 2 | Catanzaro |  |

| 18 dicembre 1994 16ª giornata | Catanzaro | 0 – 0 | Sangiuseppese |  |

| 23 dicembre 1994 17ª giornata | Molfetta | 2 – 0 | Catanzaro |  |

#### Girone di ritorno
| 15 gennaio 1995 18ª giornata | Catanzaro | 0 – 0 | Bisceglie |  |

| 22 gennaio 1995 19ª giornata | Sporting Benevento | 1 – 0 | Catanzaro |  |

| 29 gennaio 1995 20ª giornata | Catanzaro | 2 – 0 | Formia |  |

| 12 febbraio 1995 21ª giornata | Albanova | 1 – 0 | Catanzaro |  |

| 26 febbraio 1995 22ª giornata | Catanzaro | 1 – 0 | Castrovillari |  |

| 5 marzo 1995 23ª giornata | Vasto Marina | 0 – 0 | Catanzaro |  |

| 12 marzo 1995 24ª giornata | Catanzaro | 2 – 1 | Savoia |  |

| 19 marzo 1995 25ª giornata | Catanzaro | 0 – 0 | Battipagliese |  |

| 26 marzo 1995 26ª giornata | Matera | 3 – 0 | Catanzaro |  |

| 2 aprile 1995 27ª giornata | Catanzaro | 0 – 2 | Nocerina |  |

| 9 aprile 1995 28ª giornata | Astrea | 3 – 1 | Catanzaro |  |

| 15 aprile 1995 29ª giornata | Catanzaro | 0 – 0 | Trani |  |

| 23 aprile 1995 30ª giornata | Avezzano | 1 – 1 | Catanzaro |  |

| 30 aprile 1995 31ª giornata | Fasano | 2 – 2 | Catanzaro |  |

| 7 maggio 1995 32ª giornata | Catanzaro | 3 – 1 | Frosinone |  |

| 14 maggio 1995 33ª giornata | Sangiuseppese | 3 – 2 | Catanzaro |  |

| 21 maggio 1995 34ª giornata | Catanzaro | 3 – 0 | Molfetta |  |